# Chorthippus kiyosawai
Chorthippus kiyosawai är en insektsart som beskrevs av Furukawa 1950. Chorthippus kiyosawai ingår i släktet Chorthippus och familjen gräshoppor. Inga underarter finns listade i Catalogue of Life.